# Cantone di Carrillo

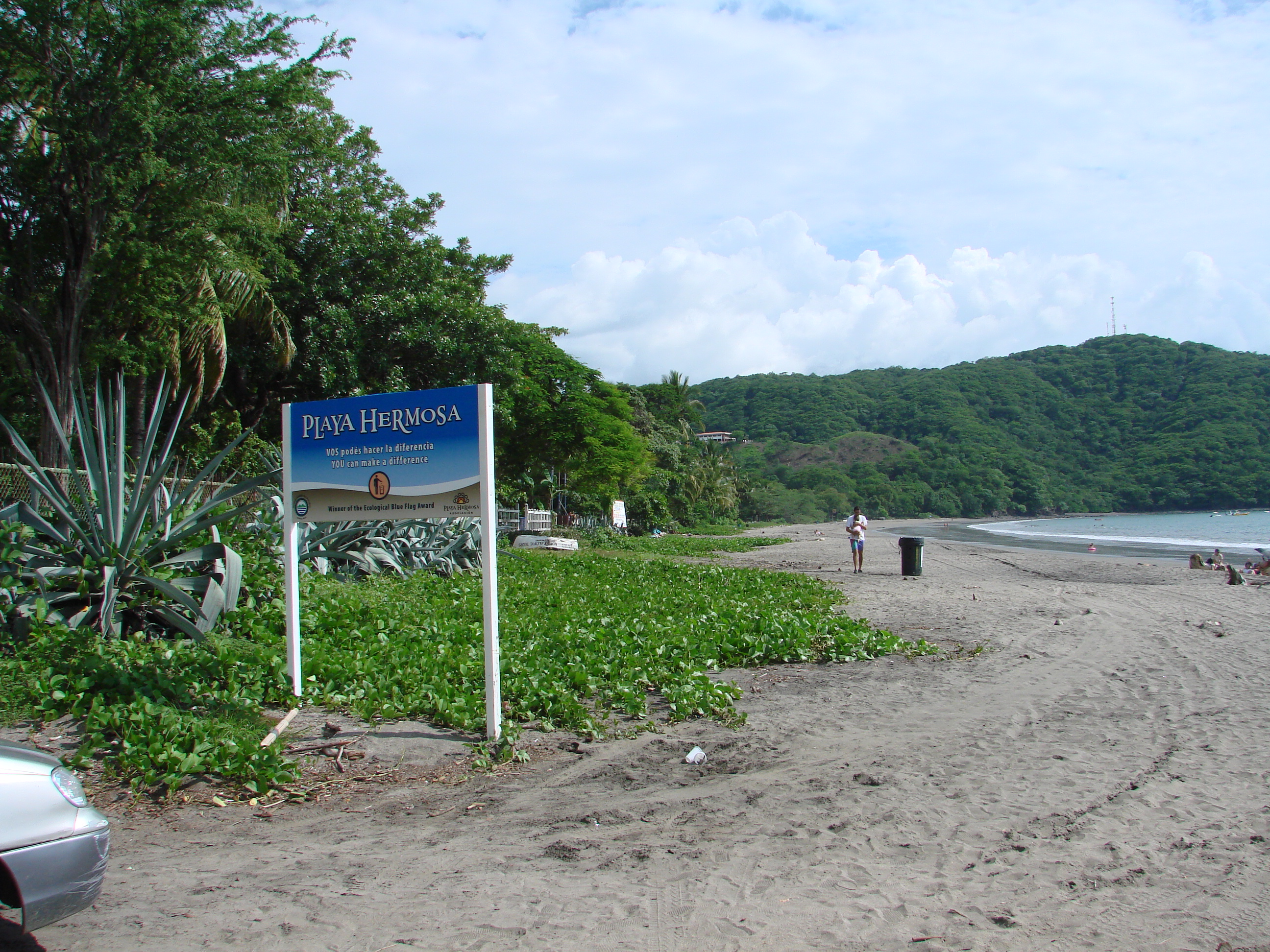
Playa Hermosa, una delle più frequentate spiagge del cantone di Carillo

Il cantone di Carrillo è un cantone della Costa Rica, ubicato nella Penisola di Nicoya, nella provincia di Guanacaste, con capoluogo Filadelfia. Il capoluogo cantonale è ubicato a pochi chilometri da Santa Cruz, sulla strada panamericana che collega quest'ultima a Liberia.
Confina ad Est con il cantone di Bagaces, a Sud con il cantone di Santa Cruz (Costa Rica), ad Ovest con l'Oceano Pacifico, a Nord con il cantone di Liberia.
Il cantone fu istituito con decreto nel 1877; il nome Carrillo fu attribuito in onore all'ex presidente Braulio Carrillo Colinas.
L'economia si basa sull'agricoltura (riso, cotone, frutta), sull'allevamento del bestiame e sul turismo. Alcune spiagge sono assai frequentate dagli amanti del surf, dello snorkeling, delle immersioni: Golfo de Papagayo, Guacamaya, Playas del Coco, Bahia Culebra, Playa Hermosa.
Il capoluogo Filadelfia è ubicato su un tratto di terreno pianeggiante (pampa del Guanacaste), tra i fiumi Tempisque e Palmas.
Filadelfia è anche conosciuta, come recita un arco eretto all'uscita del nucleo urbano, città archeologica della Costa Rica. Nei pressi dell'attuale insediamento sono stati infatti ritrovati molti reperti della civiltà precolombiana chorotega, soprattutto monili in giada, adesso esposti nel Museo de Jade di San José.

## Geografia antropica

### Suddivisioni amministrative
Il cantone  è suddiviso in 4 distretti:
- Belén
- Filadelfia
- Palmira
- Sardinal